# Пролетарский интернационализм

Логотип III Интернационала.

Герб СССР

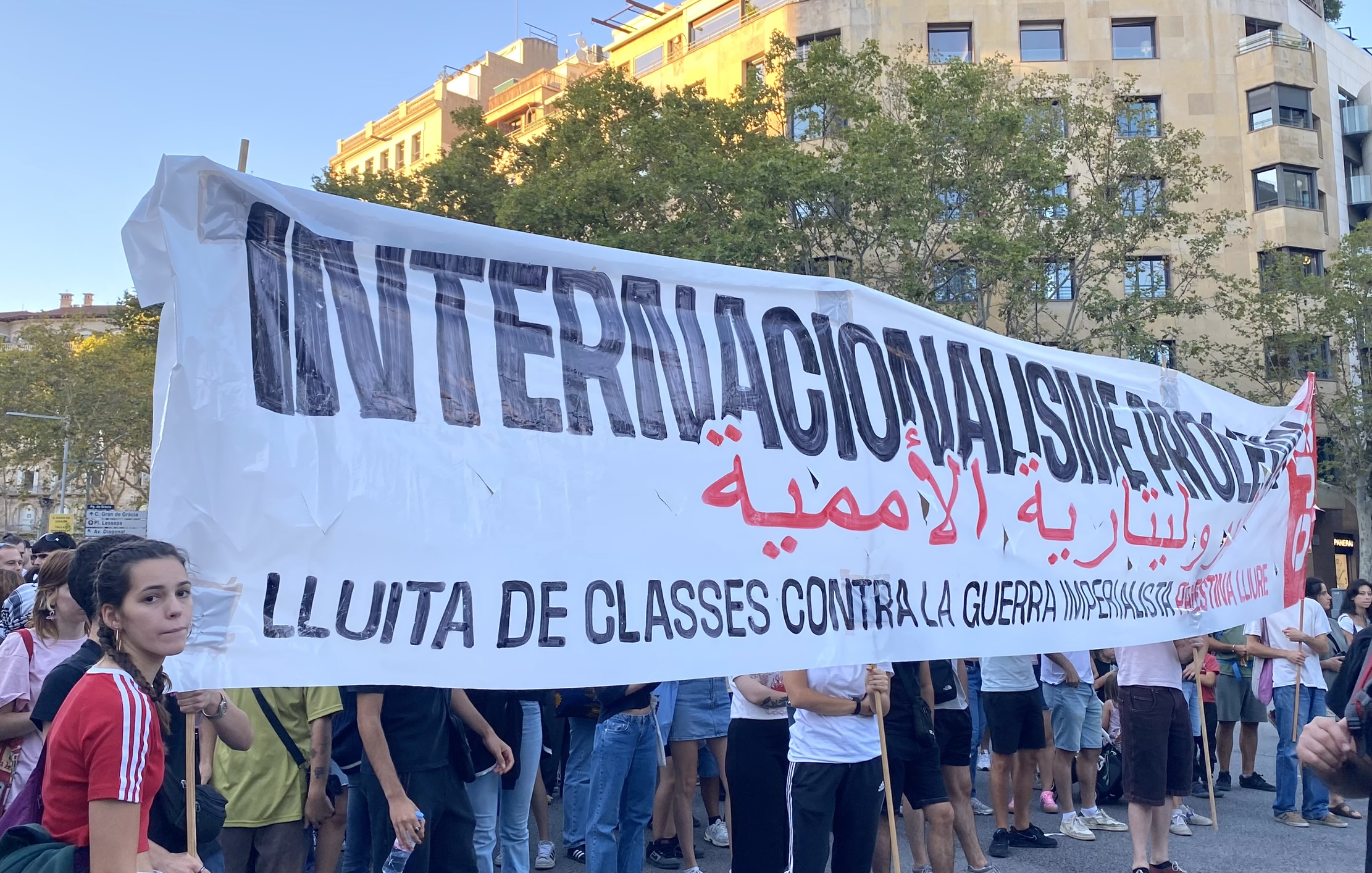
Сторонники пролетарского интернационализма на пропалестинской демонстрации 2024 года в Барселоне.

Пролетарский интернационализм, иногда называемый международным социализмом — марксистская концепция интернационализма, подчёркивающая единство интересов трудящихся классов мира. Согласно этой концепции, угнетённые классы (пролетарии) разных стран сходны в своих задачах, заключающихся в необходимости свержения эксплуататоров (например, знаменитый лозунг «Манифеста коммунистической партии» «Пролетарии всех стран, соединяйтесь!»). Классики марксизма подчёркивали, что межнациональные проблемы отступают на второй план по сравнению с классовыми задачами мирового пролетариата. Концепции пролетарского интернационализма и дружбы между народами легли в основу СССР, который должен был представлять собой союз равноправных республик.
Согласно пролетарскому интернационализму капитализм является мировой системой, и поэтому мировой рабочий класс должен действовать сообща, если хочет заменить его коммунизмом, поэтому все пролетарские революции рассматриваются как часть единой глобальной классовой борьбы, а не как отдельные локальные события
Пролетарский интернационализм был частью идеологии первой в мире коммунистической партии, Союза коммунистов, провозгласившей лозунг «Пролетарии всех стран, соединяйтесь!», позже популяризированный в англоязычной литературе как «Рабочие мира, соединяйтесь!» (Workers of the world, unite!). Пролетарский интернационализм также был принят российскими большевиками. Первоначально марксисты-интернационалисты рассматривали первое в мире государство рабочих и крестьян как «родину коммунизма», из которой революция может распространяться по всему миру и приведёт к «победе над капиталистами во всём мире» и построению «международной республики пролетарских Советов». Хотя мировая революция продолжала занимать видное место в советской риторике в течение десятилетий, со временем она отошла на второй план и больше не вытесняла внутренние проблемы в повестке дня правительства, особенно после прихода к власти Иосифа Сталина. Несмотря на это, Советский Союз продолжал укреплять связи с коммунистическими и левыми партиями и правительствами по всему миру. Он сыграл основополагающую роль в создании социалистических государств в Восточной Европе после Второй мировой войны и поддержал создание других в Азии, Латинской Америке и Африке, которые образовали Восточный блок. СССР также поддерживал левые партизанские движения по всему миру. Позже ряд других государств также внесли свой вклад в дело мировой революции, например, Куба отправляла интернационалистические военные миссии для помощи прокоммунистическим режимам в Африке и Карибском бассейне.
Сторонники пролетарского интернационализма часто утверждали, что цели мировой пролетарской революции должны быть глобальными, а не локальными по своему масштабу — например, инициирование или увековечение революций в других местах. Пролетарский интернационализм тесно связан с целями мировой революции, которые должны быть достигнуты посредством последовательных или одновременных коммунистических революций во всех странах. Согласно марксистской теории, пролетарский интернационализм должен привести к мировому коммунизму и в конечном итоге к безгосударственному коммунистическому обществу.